# Hälsingborg (Vindelns kommun)
 Ikke at forveksle med Helsingborg.
Hälsingborg er en by i Vindelns kommun i Västerbottens län i det nordlige Sverige, beliggende på den nordøstlige side af Ume älv, et par kilometer nedenfor Bjurfors övre kraftstation. I byen, som består af et fåtal gårde, findes en bro over elven. Den blå vej eller E12 går gennem byen, som ligger cirka 10 kilometer sydvest for Vindeln.
Byen havde tidligere en Konsum-butik. Den blev nedlagt i maj 1990 af Konsum Västerbotten, og havde da haft underskud siden 1983.